# 現代詩の新鋭
現代詩の新鋭（げんだいしのしんえい）は、土曜美術社出版販売から出版されている日本の新鋭詩人の詩を対象とした詩集である。

## 概要
21世紀に入り詩の発信を始めた若い世代、新しい詩人たちによる新詩集企画である。

## 刊行詩集
1. 『名まえのない歌』伊藤浩子 ISBN 978-4-8120-1694-7
2. 『新型』高岡力 ISBN 978-4-8120-1695-4
3. 『善良な沈殿物』岡田ユアン ISBN 978-4-8120-1696-1
4. 『恩寵』野田順子 ISBN 978-4-8120-1697-8
5. 『はるつぼ』りょう城 ISBN 978-4-8120-1698-5
6. 『恋人達へ』東京子 ISBN 978-4-8120-1699-2
7. 『虚空に繁る木の歌』前田利夫 ISBN 978-4-8120-1700-5
8. 『メール症候群』渡ひろこ ISBN 978-4-8120-1701-2
9. 『はみがきおじさん／らっぱ男』ヤマモトリツコ ISBN 978-4-8120-1702-9
10. 『202.』平川綾真智 ISBN 978-4-8120-1718-0
11. 『日本はいま戦争をしている』奥主榮 ISBN 978-4-8120-1719-7
12. 『びにーるぶくろ』永井一樹 ISBN 978-4-8120-1720-3
13. 『ゆいまーるツアー』宮城隆尋 ISBN 978-4-8120-1721-0